# Noto-Halbinsel
Die Noto-Halbinsel (japanisch 能登半島 Noto-hantō) ist eine Halbinsel in der antiken Provinz Noto, Teil der heutigen Präfektur Ishikawa auf der japanischen Insel Honshū.

## Etymologie
Die chinesischen Schriftzeichen 能登 haben hier keine sinnvolle Bedeutung, sondern wurden nachträglich ausgewählt, um das Wort Noto zu verschriftlichen. Dessen Bedeutung wiederum ist unsicher.
Die herrschende Meinung ist, dass es von nuto (沼辺) für „Sumpfgegend“ stammt und sich auf die Gegend um Ōchigata (邑知潟) bezog, eine tief ins Land geschnittene Lagune bei Hakui, die vor den Landgewinnungsmaßnahmen knapp 8 km² umfasste und deren Umgebung ursprünglich einen Sumpfcharakter hatte.
Nach anderer Meinung wurde Noto dem Ainu-Begriff not für „Nase“ oder „Kap“ entliehen, womit auf den Charakter als Halbinsel angespielt wurde.

## Geografie
Noto liegt nördlich von Kanazawa und erstreckt sich in das Japanische Meer. Zu den Städten auf der Halbinsel gehören Wajima, Suzu, Nanao und Hakui.

## Kultur
Die Halbinsel Noto besteht aus einem ein Mosaik kleinerer Sozioökologischer Systeme. Diejenigen an Land, die landwirtschaftlich genutzte Flächen, Grasland, Sekundärwälder, Teiche und Kanäle umfassen, werden als Satoyama bezeichnet, diejenigen an der Küste (felsige Uferbereiche, Wattflächen und Seetang-/Seegraswiesen) als Satoumi. 2011 wurden Satoyama und Satoumi auf der Noto-Halbinsel in die Liste der Globally Important Agricultural Heritage Systems der FAO aufgenommen.
Oku-noto no Aenokoto ist ein Fruchtbarkeitsritual, das die Reisbauern der Insel jeweils im Dezember zum Dank für die Ernte und zur neuen Aussaat im Februar ausführen. Der Hausherr lädt die (unsichtbare) Gottheit seiner Reisfelder zu einem warmen Bad in sein Haus ein und beköstigt sie. Er verstärkt das Ritual durch Kommentare zu seinen Handlungen und zu dem servierten Mahl.
2009 wurde Oku-noto no Aenokoto in die UNESCO-Liste des immateriellen Kulturerbes der Menschheit aufgenommen.
Zur Belebung der Region findet seit 2017 alle drei Jahre das Kunstfestival Oku-Noto Triennale statt, auf dem nationale und internationale zeitgenössische Künstler ortsspezifische Werke, in Stadt, Landschaft und Region installieren. Die Bewohner der Region werden aktiv in die Organisation und Umsetzung eingebunden.